# Giải Demidov

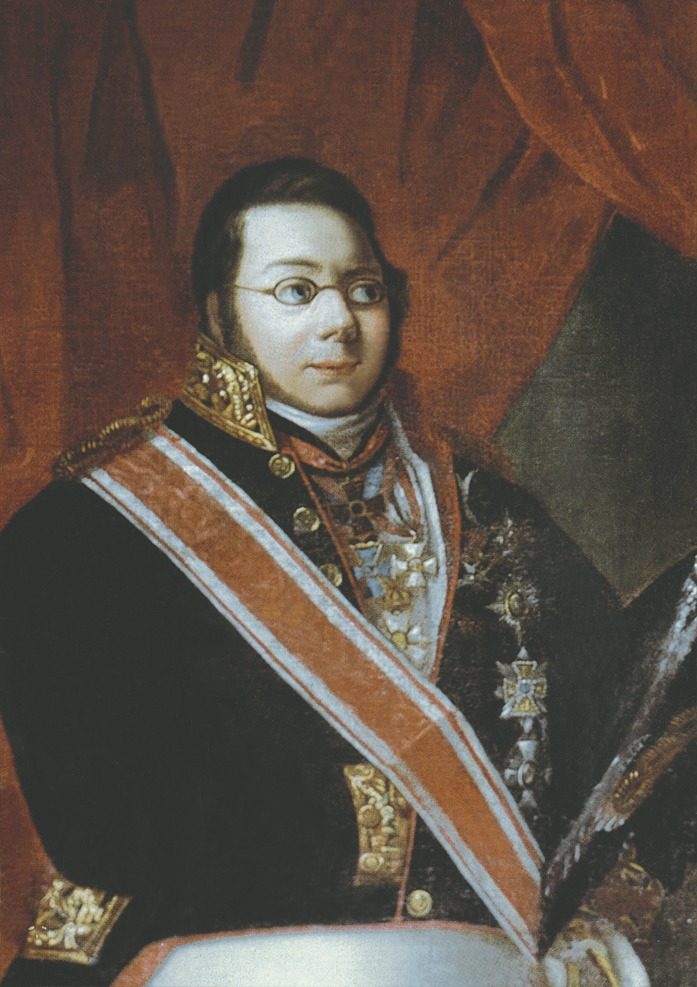
Pavel Nikolaievich Demidov, người thiết lập giải

Giải Demidov (tiếng Nga: Демидовская премия) là một giải thưởng khoa học quốc gia của Đế quốc Nga được trao hàng năm cho các viện sĩ của Viện Hàn lâm Khoa học Nga, và là một trong các giải thưởng khoa học uy tín nhất và lâu đời nhất trên thế giới, có ảnh hưởng tới các giải thưởng cùng loại, trong đó có giải Nobel.

## Lịch sử
Năm 1831 Pavel Nikolaievich Demidov, người đại diện của gia đình Demidov nổi tiếng, đã lập ra giải thưởng khoa học mang tên ông. Viện hàn lâm Khoa học Sankt-Peterburg (nay là Viện Hàn lâm Khoa học Nga) được chọn làm cơ quan trao giải này. Năm 1832, Sergei Uvarov, chủ tịch Viện hàn lâm Khoa học Sankt-Peterburg trao giải này lần đầu.
Từ năm 1832 tới 1866 Viện hàn lâm Khoa học Sankt-Peterburg đã trao 55 giải thưởng đầy đủ (5.000 ruble) và 220 giải thưởng từng phần. Trong số những người đoạt giải có nhiều nhà khoa học Nga nổi tiếng như: người sáng lập lãnh vực giải phẫu và sáng chế phương pháp giữ cố định chỗ gãy xương bằng thạch cao, Nikolai Pirogov; nhà địa lý kiêm người đi biển Adam Johann von Krusenstern; người sáng tạo bảng tuần hoàn các nguyên tố, Dmitri Mendeleev; nhà phát minh động cơ điện, Boris Yakobi; cùng nhiều nhà khoa học nổi tiếng khác.
Từ năm 1866, 25 năm sau khi Pavel Demidov qua đời, thời hạn tài sản di tặng của ông chấm dứt nên giải này đã bị ngưng.
Năm 1993, do sáng kiến của phó chủ tịch Viện hàn lâm Khoa học Nga Gennady Mesyats và thống đốc tỉnh Sverdlovsk Eduard Rossel, giải Demidov lại được phục hồi để trao cho những thành tựu xuất sắc trong khoa học tự nhiên và nhân văn. Những người đoạt giải được tuyển chọn trong số các viện sĩ của Viện Hàn lâm Khoa học Nga. Theo truyền thống thì hàng năm Viện tuyển chọn 3 hoặc 4 viện sĩ để trao giải.
Giải thưởng gồm một huy chương, một bằng chứng nhận, và khoản tiền là 10.000 dollar Mỹ. Buổi lễ trao giải thưởng diễn ra tại dinh thống đốc tỉnh Sverdlovsk, ở thành phố Yekaterinburg, Nga. Những người đoạt giải cũng có bài nói chuyện ở Đại học vùng Ural.

## Những người đoạt giải
| Năm                                      | Hình                                                 | Người đoạt giải                   | Lãnh vực                  | Tham khảo |
| ---------------------------------------- | ---------------------------------------------------- | --------------------------------- | ------------------------- | --------- |
| 1832                                     |                                                      | Magnus Georg Paucker              | Vật lý học                | [ 1 ]     |
| 1832                                     |                                                      | Yulii Gagemeyster                 | Kinh tế học               | [ 1 ]     |
| 1833                                     |                                                      | Aleksandr Vostokov                | Ngữ văn học               | [ 1 ]     |
| 1833                                     |                                                      | Filipp Reyf                       | Ngữ văn học               | [ 1 ]     |
| 1835                                     |                                                      | Fydor Sidonskiy                   | Triết học                 | [ 1 ]     |
| 1835                                     |                                                      | Nikita Bichurin                   | Lịch sử                   | [ 1 ]     |
| 1835                                     |                                                      | Pyotr Sokolov                     | Ngữ văn học               | [ 1 ]     |
| 1836                                     |                                                      | Fyodor Litke                      | Địa lý                    | [ 1 ]     |
| 1836                                     |                                                      | Nikolai Brashman                  | Toán học                  | [ 1 ]     |
| 1836                                     | ´                                                    | Alexander Mikhailovsky-Danilevsky | Lịch sử                   | [ 1 ]     |
| 1837                                     |                                                      | Ivan Kruzenshtern                 | Địa lý                    | [ 1 ]     |
| 1837                                     |                                                      | Friedrich Wilhelm Argelander      | Thiên văn học             | [ 1 ]     |
| 1837                                     |                                                      | Nikolay Ustryalov                 | Lịch sử                   | [ 1 ]     |
| 1838                                     |                                                      | Stanislav Shoduar                 | Lịch sử                   | [ 1 ]     |
| 1839                                     |                                                      | Nikita Bichurin                   | Ngữ văn học               | [ 1 ]     |
| 1839                                     |                                                      | Alexander Kazembek                | Ngữ văn học               | [ 1 ]     |
| 1839                                     |                                                      | Nikolay Medem                     | Khoa học quân sự          | [ 1 ]     |
| 1840                                     |                                                      | Mikhail Pogodin                   | Ngữ văn học               | [ 1 ]     |
| 1840                                     |                                                      | David Chubinashvili               | Ngữ văn học               | [ 1 ]     |
| 1840                                     |                                                      | Boris Yakobi                      | Vật lý học                | [ 1 ]     |
| 1841                                     |                                                      | Alexander Postels                 | Sinh học                  | [ 1 ]     |
| 1840                                     |                                                      | Franz Josef Ruprecht              | Sinh học                  | [ 1 ]     |
| 1842                                     |                                                      | Ferdinand von Wrangel             | Địa lý                    | [ 1 ]     |
| 1844                                     |                                                      | Aleksandr Vostokov                | Ngữ văn học               | [ 1 ]     |
| 1844                                     |                                                      | Gerasim Pavsky                    | Ngữ văn học               | [ 1 ]     |
| 1844                                     |                                                      | Nikolai Pirogov                   | Y học                     | [ 1 ]     |
| 1845                                     |                                                      | Friedrich von Adelung             | Địa lý                    | [ 1 ]     |
| 1846                                     |                                                      | Aleksey Savich                    | Thiên văn học             | [ 1 ]     |
| 1846                                     |                                                      | Osip Kovalevsky                   | Ngữ văn học               | [ 1 ]     |
| 1846                                     |                                                      | Karl Ernst Claus                  | Hóa học                   | [ 1 ]     |
| 1847                                     |                                                      | Alexander Keyserling              | Địa lý                    | [ 1 ]     |
| 1847                                     |                                                      | Pavel Kruzenshtern                | Địa lý                    | [ 1 ]     |
| 1847                                     |                                                      | Anatoly Demidov                   | Địa lý                    | [ 1 ]     |
| 1847                                     |                                                      | Dmitry Tolstoy                    | Lịch sử                   | [ 1 ]     |
| 1847                                     |                                                      | David Chubinashvili               | Ngữ văn học               | [ 1 ]     |
| 1848                                     |                                                      | Johan Jakob Nervander             | Khí tượng học             | [ 1 ]     |
| 1849                                     |                                                      | Pafnuty Chebyshev                 | Toán học                  | [ 1 ]     |
| 1850                                     |                                                      | Fyodor Goremykin                  | Khoa học quân sự          | [ 1 ]     |
| 1851                                     |                                                      | Nikolai Pirogov                   | Y học                     | [ 1 ]     |
| 1851                                     |                                                      | Mikhail Reyneke                   | Địa lý                    | [ 1 ]     |
| 1852                                     |                                                      | Konstantin Nevolin                | Lịch sử                   | [ 1 ]     |
| 1852                                     |                                                      | Loggin Zeddeler                   | Khoa học quân sự          | [ 1 ]     |
| 1853                                     |                                                      | Dmitry Milyutin                   | Lịch sử                   | [ 1 ]     |
| 1854                                     |                                                      | Mikhail Bulgakov                  | Thần học                  | [ 1 ]     |
| 1854                                     |                                                      | Konstantin Nevolin                | Lịch sử                   | [ 1 ]     |
| 1855                                     |                                                      | Dmitrii Ivanovich Zhuravskii      | Khoa học kỹ thuật         | [ 1 ]     |
| 1857                                     |                                                      | Nikolai Turchaninov               | Sinh học                  | [ 1 ]     |
| 1857                                     |                                                      | Heinz Christian Pander            | Địa lý                    | [ 1 ]     |
| 1858                                     |                                                      | Iosif Goshkevich                  | Ngữ văn học               | [ 1 ]     |
| 1859                                     |                                                      | Karl Maximovich                   | Sinh học                  | [ 1 ]     |
| 1860                                     |                                                      | Nikolai Pirogov                   | Y học                     | [ 1 ]     |
| 1860                                     |                                                      | Fyodor Dmitriyev                  | Luật học                  | [ 1 ]     |
| 1861                                     |                                                      | Pyotr Pekarsky                    | Ngữ văn học               | [ 1 ]     |
| 1861                                     |                                                      | Modest Bogdanovich                | Lịch sử                   | [ 1 ]     |
| 1862                                     |                                                      | Modest Korf                       | Lịch sử                   | [ 1 ]     |
| 1862                                     |                                                      | Dmitri Mendeleev                  | Hóa học                   | [ 1 ]     |
| 1863                                     |                                                      | Grigory Butakov                   | Khoa học hàng hải         | [ 1 ]     |
| 1865                                     |                                                      | Fyodor Smit                       | Lịch sử                   | [ 1 ]     |
| 1865                                     |                                                      | Lyudvig Shwarts                   | Khoa đo đạc               | [ 1 ]     |
| Không trao giải từ năm 1866 tới năm 1992 |                                                      |                                   |                           |           |
| 1993                                     |                                                      | Sergei Vonsovsky                  | Vật lý học                | [ 1 ]     |
| 1993                                     |                                                      | Nikolay Kochetkov                 | Hóa học                   | [ 1 ]     |
| 1993                                     |                                                      | Boris Chesnokov                   | Địa chất học              | [ 1 ]     |
| 1993                                     |                                                      | Valentin Yanin                    | Lịch sử                   | [ 1 ]     |
| 1993                                     |                                                      | Anatoly Karpov                    | Kinh tế học               | [ 1 ]     |
| 1994                                     |                                                      | Boris Rauschenbach                | Cơ học                    | [ 1 ]     |
| 1994                                     |                                                      | Aleksandr Bayev                   | Sinh học                  | [ 1 ]     |
| 1994                                     |                                                      | Pyotr Kropotkin                   | Địa chất học              | [ 1 ]     |
| 1994                                     |                                                      | Nikita Tolstoy                    | Ngữ văn học               | [ 1 ]     |
| 1995                                     |                                                      | Andrey Gaponov-Grekhov            | Vật lý học                | [ 1 ]     |
| 1995                                     |                                                      | Genrich Tolstikov                 | Hóa học                   | [ 1 ]     |
| 1995                                     |                                                      | Vladimir Magnitsky                | Địa vật lý                | [ 1 ]     |
| 1995                                     | Tập tin:Pokrovski Nikolai Nikolaevich (Academik).jpg | Nikolay Pokrovsky                 | Lịch sử                   | [ 1 ]     |
| 1996                                     |                                                      | Nikolai Krasovsky                 | Toán học và Cơ học        | [ 1 ]     |
| 1996                                     |                                                      | Vladimir Sokolov                  | Sinh học                  | [ 1 ]     |
| 1996                                     |                                                      | Georgy Golitsyn                   | Khoa học Trái Đất         | [ 1 ]     |
| 1996                                     |                                                      | Yevgeni Chelyshev                 | Ngữ văn học               | [ 1 ]     |
| 1997                                     |                                                      | Alexander Skrinsky                | Vật lý học                | [ 1 ]     |
| 1997                                     |                                                      | Nikolay Vatolin                   | Hóa học                   | [ 1 ]     |
| 1997                                     |                                                      | Nikolay Laverov                   | Khoa học Trái Đất         | [ 1 ]     |
| 1997                                     |                                                      | Andrey Zaliznyak                  | Ngôn ngữ học              | [ 1 ]     |
| 1998                                     |                                                      | Oleg Gazenko                      | Sinh học                  | [ 1 ]     |
| 1998                                     |                                                      | Andre Gonchar                     | Toán học                  | [ 1 ]     |
| 1998                                     |                                                      | Valentin Sedov                    | Lịch sử                   | [ 1 ]     |
| 1998                                     |                                                      | Nikolay Yushkin                   | Khoa học Trái Đất         | [ 1 ]     |
| 1999                                     |                                                      | Zhores Alferov                    | Vật lý học                | [ 1 ]     |
| 1999                                     |                                                      | Nikolay Dobretsov                 | Khoa học Trái Đất         | [ 1 ]     |
| 1999                                     |                                                      | Vladimir Tartakovsky              | Hóa học                   | [ 1 ]     |
| 2000                                     |                                                      | Victor Maslov                     | Toán học                  | [ 1 ]     |
| 2000                                     |                                                      | Nikolay Semikhatov                | Cơ học                    | [ 1 ]     |
| 2000                                     |                                                      | Rem Petrov                        | Khoa học Trái Đất         | [ 1 ]     |
| 2000                                     |                                                      | Tatyana Zaslavskaya               | Kinh tế học và Xã hội học | [ 1 ]     |
| 2001                                     |                                                      | Aleksandr Prokhorov               | Vật lý học                | [ 1 ]     |
| 2001                                     |                                                      | Viktor Kabanov                    | Hóa học                   | [ 1 ]     |
| 2001                                     |                                                      | Igor Gramberg                     | Khoa học Trái Đất         | [ 1 ]     |
| 2002                                     |                                                      | Ludvig Faddeev                    | Toán học                  | [ 1 ]     |
| 2002                                     |                                                      | Viktor Savelyev                   | Y học                     | [ 1 ]     |
| 2002                                     |                                                      | Vladimir Kudryavtsev              | Luật học                  | [ 1 ]     |
| 2002                                     |                                                      | Gennady Mesyats                   | Vật lý học                | [ 1 ]     |
| 2003                                     |                                                      | Boris Litvinov                    | Vật lý học                | [ 1 ]     |
| 2003                                     |                                                      | Irina Beletskaya                  | Hóa học                   | [ 1 ]     |
| 2003                                     |                                                      | Oleg Bogatikov                    | Khoa học Trái Đất         | [ 1 ]     |
| 2004                                     |                                                      | Gury Marchuk                      | Toán học                  | [ 1 ]     |
| 2004                                     |                                                      | Vladimir Bolshakov                | Sinh học                  | [ 1 ]     |
| 2004                                     |                                                      | Anatoly Derevyanko                | Lịch sử và Khảo cổ học    | [ 1 ]     |
| 2005                                     |                                                      | Oleg Krokhin                      | Vật lý học                | [ 1 ]     |
| 2005                                     |                                                      | Nikolay Lyakishev                 | Hóa lý                    | [ 1 ]     |
| 2005                                     | Tập tin:КОНТОРОВИЧ Алексей Эмильевич.jpg             | Aleksey Kontorovich               | Khoa học Trái Đất         | [ 1 ]     |
| 2006                                     |                                                      | Timur Eneev                       | Toán học                  | [ 1 ]     |
| 2006                                     |                                                      | Veniamin Alekseyev                | Lịch sử                   | [ 1 ]     |
| 2006                                     |                                                      | Vladimir Kulakov                  | Y học                     | [ 1 ]     |
| 2007                                     |                                                      | Boris Kovalchuk                   | Vật lý học                | [ 1 ]     |
| 2007                                     |                                                      | Oleg Chupakhin                    | Hóa học                   | [ 1 ]     |
| 2007                                     |                                                      | Mikhail Kuzmin                    | Khoa học Trái Đất         | [ 1 ]     |
| 2008                                     |                                                      | Evgeny Mischenko                  | Toán học                  | [ 1 ]     |
| 2008                                     |                                                      | Anatoly Grigoriev                 | Y học                     | [ 1 ]     |
| 2008                                     |                                                      | Valery Makarov                    | Kinh tế học               | [ 1 ]     |
| 2009                                     |                                                      | Yuri Kagan                        | Vật lý học                | [ 1 ]     |
| 2009                                     |                                                      | Dmitry Rundkvist                  | Khoa học Trái Đất         | [ 1 ]     |
| 2009                                     |                                                      | Yuri Tretyakov                    | Hóa học                   | [ 1 ]     |
| 2009                                     |                                                      | Alexey Olovnikov                  | Sinh học                  | [ 1 ]     |
| 2010                                     |                                                      | Yury Osipov                       | Toán học                  | [ 1 ]     |
| 2010                                     |                                                      | Gennady Sakovich                  | Hóa học                   | [ 1 ]     |
| 2010                                     |                                                      | Sergei Alekseev                   | Nhân văn                  | [ 1 ]     |
| 2011                                     |                                                      | Alexander Andreev                 | Vật lý học                | [ 1 ]     |
| 2011                                     |                                                      | Yuriy Zhuravlyov                  | Sinh học                  | [ 1 ]     |
| 2011                                     |                                                      | Vladimir Kotlyakov                | Khoa học Trái Đất         | [ 1 ]     |
| 2012                                     |                                                      | Yevgeny Primakov                  | Khoa học xã hội           | [ 2 ]     |
| 2012                                     |                                                      | Ilya Moiseev                      | Hóa học                   | [ 2 ]     |
| 2012                                     |                                                      | Eugeny Avrorin                    | Vật lý học                | [ 2 ]     |